# Sevelen
Sevelen é uma comuna da Suíça, no Cantão São Galo, com cerca de 4.342 habitantes. Estende-se por uma área de 30,34 km², de densidade populacional de 143 hab/km². Confina com as seguintes comunas: Buchs, Grabs, Triesen (LI), Vaduz (LI), Walenstadt, Wartau.
A língua oficial nesta comuna é o alemão.